# RV Oceanograf

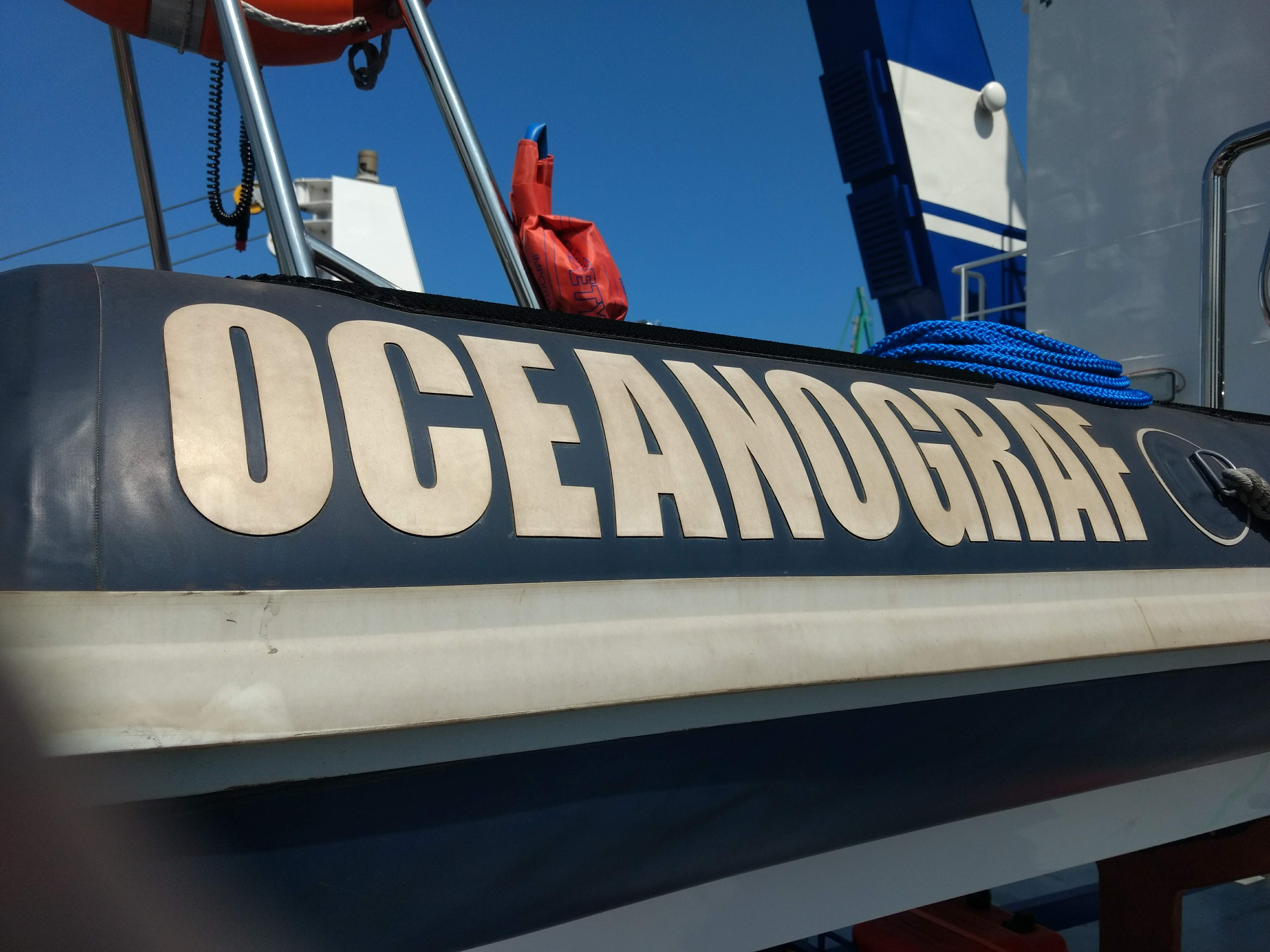
Oceanograf Uniwersytetu Gdańskiego

RV Oceanograf (MS Oceanograf) – statek badawczy, katamaran o stalowej konstrukcji zbudowany w 2016 w Stoczni Nauta w Gdyni. Jest przeznaczony do prowadzenia badań batymetrycznych, biologicznych, chemicznych, fizycznych, geologicznych, magnetyczno-sejsmoakustycznych środowiska Morza Bałtyckiego. Na statku będą prowadzone badania naukowe i zajęcia dydaktyczne dla studentów oceanografii i innych wydziałów. Nowy statek naukowo-badawczy  jest również przystosowany do połowu ryb i planktonu. Zastąpi eksploatowaną dotychczas przez Uniwersytet Gdański jednostkę Oceanograf 2.

## Budowa

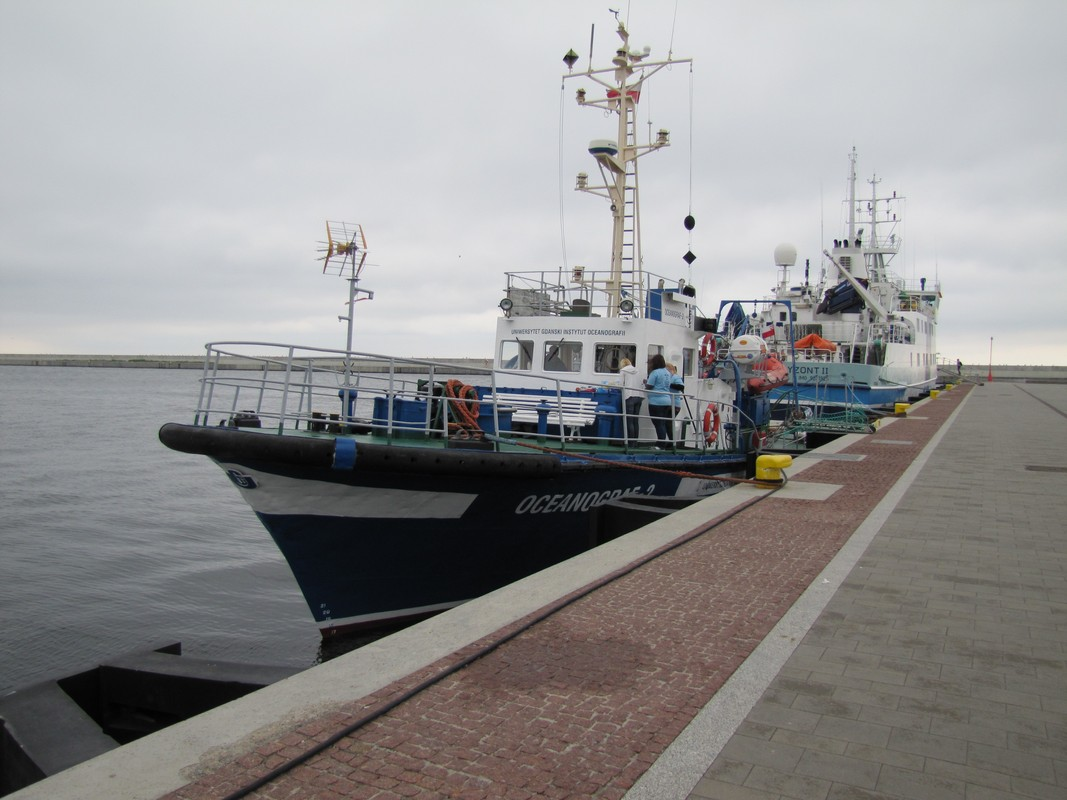
Oceanograf 2

Oceanograf jest ostatnią jednostką pływającą zbudowaną przez najstarszą w Polsce stocznię Nauta w jej pierwotnej lokalizacji przy ul. Waszyngtona w Gdyni. Stępkę pod budowę położono 9 maja 2013. Jednostka została wybudowana przez konsorcjum: Stocznię Remontową „NAUTA" S.A. (lider) i stocznię CRIST S.A. pod nadzorem Polskiego Rejestru Statków S.A., ze środków Ministerstwa Nauki i Szkolnictwa Wyższego. Armatorem jest Uniwersytet Gdański. Wodowanie miało miejsce 24 czerwca 2015, matką chrzestną była Barbara Szczurek, która stopień doktora uzyskała na dawnym Wydziale Biologii, Geografii i Oceanologii UG. Jednostka wyposażona została przy przejętym przez Nautę po upadłości Stoczni Gdynia nabrzeżu przy ul. Czechosłowackiej.

## Konstrukcja i parametry
Katamaran konstrukcji stalowej o wolnej burcie 3,8 m. Rejonem pływania jednostki będzie Morze Bałtyckie, lecz nie wyklucza się rejsów w inne rejony. Zasięg przy prędkości ekonomicznej wynosi 2500 Mm, a autonomiczność żeglugi to 21 dni.   

## Napęd
Statek wyposażony jest w cztery agregaty prądotwórcze Diesla o łącznej mocy około 1300 kW. Jednostka nie posiada sterów, których rolę przejęły cztery pędniki: dwa rufowe pędniki azymutalne (każdy z dwiema śrubami) oraz dwa dziobowe pędniki typu pump-jet. Wchodzą one w skład systemu dynamicznego pozycjonowania, zapewniającego utrzymanie katamaranu na pozycji przy stanie morza do 4 i przy sile wiatru do 4 stopni w skali Beauforta. Taka właściwość wraz z minimalizacją kąta przechyłu, jaką zapewnia konstrukcja dwukadłubowa, dają możliwość prowadzenia badań o dużej dokładności.

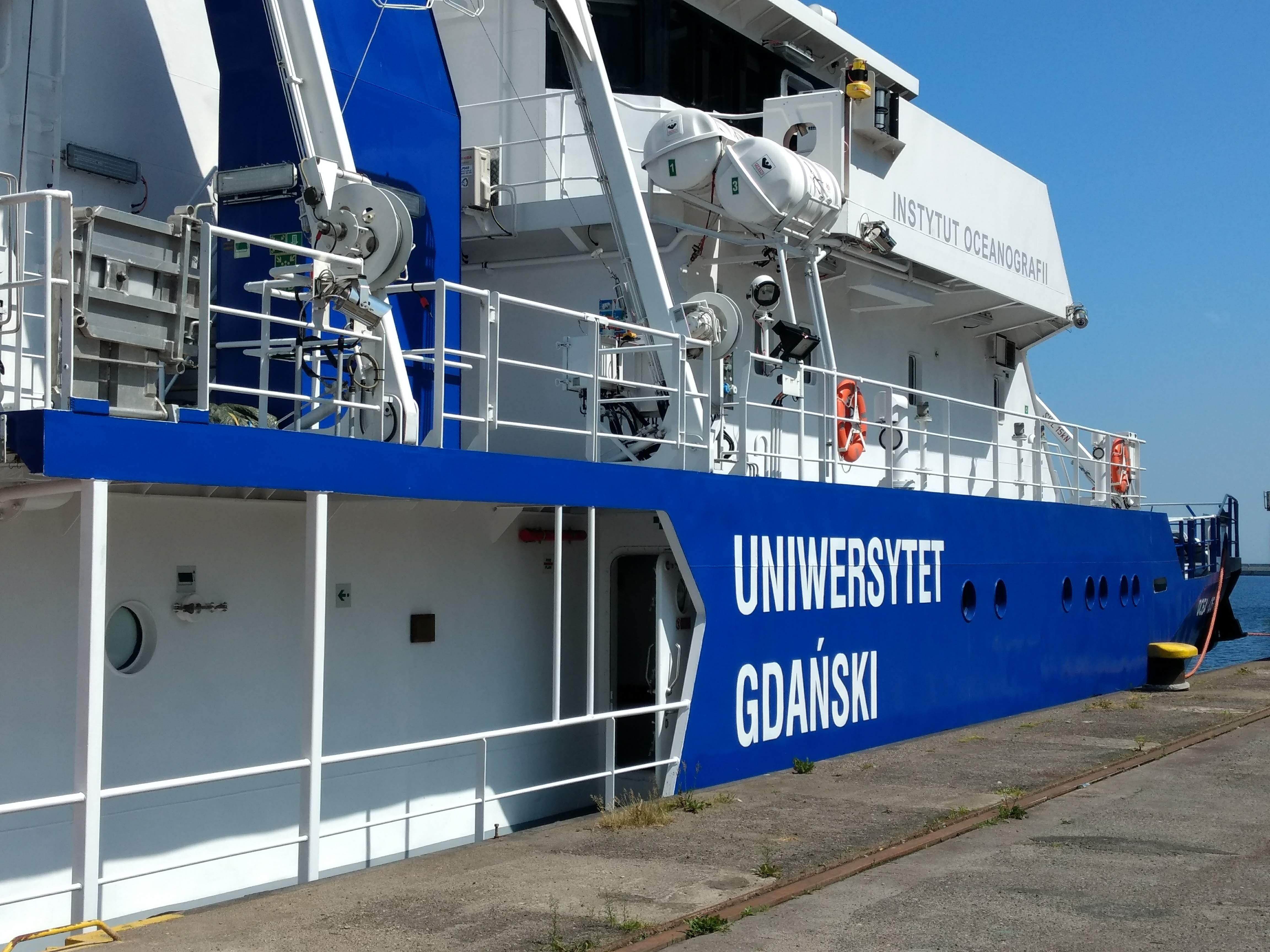
Oceanograf Uniwersytetu Gdańskiego

## Laboratoria i pomieszczenia[1]
- Laboratorium mokre
- Laboratorium pomiaroweOceanograf Uniwersytetu Gdańskiego
- Laboratorium sterylne
- Laboratorium termostatyzowane
- Stacje badania aerozoli

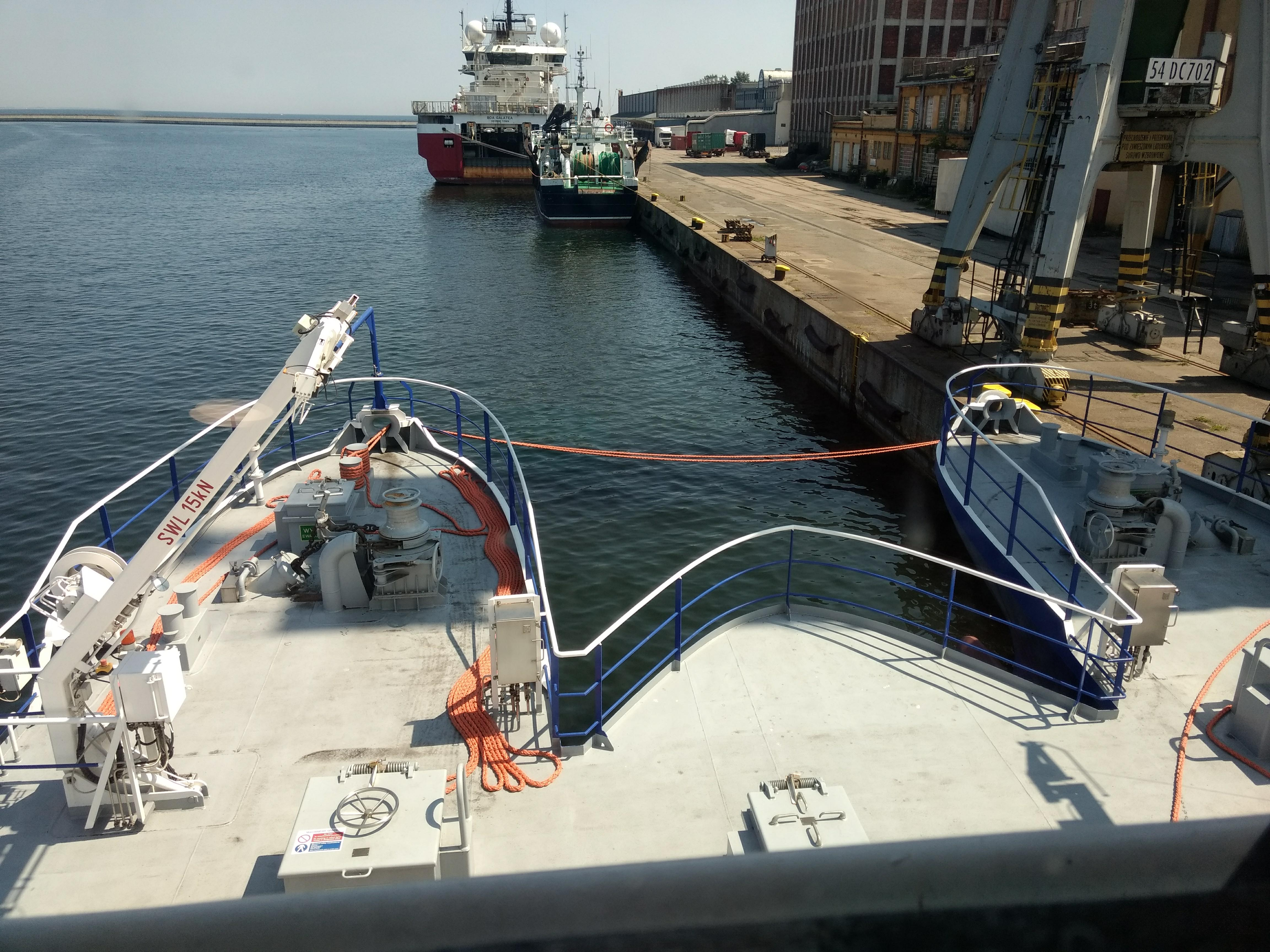
Oceanograf Uniwersytetu Gdańskiego

- Pokład namiarowy wyposażony w stanowiska obserwacyjne
- Rufowy pokład roboczy
- Pomieszczenie dydaktyczne wyposażone w sprzęt audiowizualny, Wi-Fi, Internet
- Zaplecze socjalne – mesa z salonikiem, kuchnia, pentra, pralnia z suszarnią

## Wyposażenie naukowo-badawcze[1]
- Rufowe urządzenia rybackie do połowu włokami dennymi i pelagicznymi
- Zestaw do połowów włokami rozprzowymi
- Kablowa echosonda sieciowa
- Zestaw do połowu sieciami stawnymi
- Zestaw 3 echosond typu Split Beam EK80
- Echosonda wielowiązkowa
- Prądomierz ADCP
- Zestaw urządzeń do badania oświetlenia nad i pod wodą
- Sieci planktonowe
- Sonda wielordzeniowa typu Multicorer
- Pojazd podwodny ROV sterowany przez kablolinę
- System sonaru holowanego
- Profilomierz osadów dennych
- Urządzenie do pozycjonowania podwodnego USBL Easytrak Nexcus
- Wibrosonda
- Multi-pułapka sedymentacyjna
- Pobornik wysokoprzepływowy z głowicą PM-10 do pobierania aerozoli
- Optyczny licznik planktonu
- Rozeta batometryczna z sondą CTD
- Cytometr przepływowy
- Czerpak skrzynkowy
- Sonda miniCTD
- Stacja meteorologiczna